# Primula geraniifolia
Primula geraniifolia är en viveväxtart som beskrevs av Joseph Dalton Hooker. Primula geraniifolia ingår i släktet vivor, och familjen viveväxter. Inga underarter finns listade i Catalogue of Life.